# Villa Vauvenargues
La villa Vauvenargues est une voie du 18e arrondissement de Paris, en France.

## Situation et accès
La Villa Vauvenargues est une voie publique située dans le 18e arrondissement de Paris. Elle débute au 82, rue Leibniz et se termine en impasse.

## Origine du nom

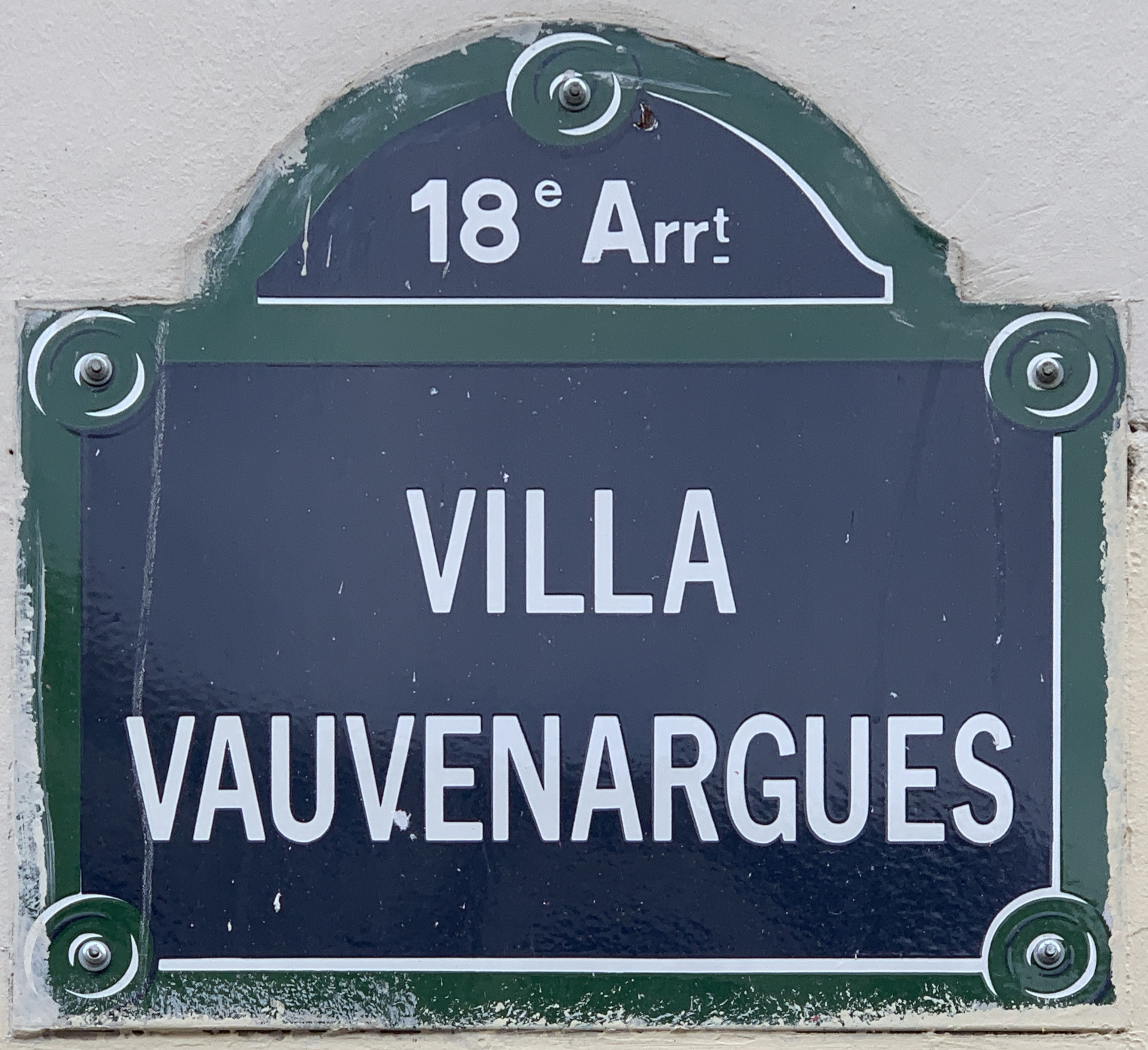
Plaque de la voie.

Cette voie porte le nom de l'écrivain français, moraliste et aphoriste Luc de Clapiers, marquis de Vauvenargues, en raison de sa proximité avec la rue éponyme.

## Historique
Initialement dénommée « impasse des Menuisiers », elle prend son nom actuel en 1934 et est classée dans la voirie parisienne par un arrêté municipal du 28 avril 1994.